# 모리스 로네

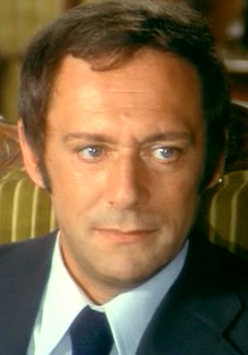

모리스 로네(Maurice Ronet, 1927년 4월 13일 ~ 1983년 3월 14일)는 프랑스의 영화 감독, 영화배우, 각본가, 영화 프로듀서이다.
니스에서 태어났으며 파리에서 사망하였다. 사인은 폐암이다.

## 영화
- 깜짝 파티 (1983년)
- 좋은 아버지 (1981년)
- 스핑크스 (1981년)
- 혈선 (1979년)
- 끌로드 부인 (1977년)
- 필립의 야망 (1977년)
- 마르세이유 탈출 (1974년)
- 돈 쥬앙 73 (1973년)
- 파리는 안개에 젖어 (1971년)
- 부정한 여인 (1969년)
- 수영장 (1969년)
- 새들은 페루에 가서 죽다 (1968년)
- 유럽에서 생긴 일 (1968년)
- 로스트 코맨드 (1966년)
- 맨해탄의 세 방 (1965년)
- 라 론데 (1964년)
- 도깨비불 (1963년)
- 태양은 가득히 (1960년) - 필립 역
- 카브 허 네임 위드 프라이드 (1958년)
- 사형대의 엘리베이터 (1958년)
- 야성녀 아이비 (1953년)
- 7월의 랑데부 (1949년)